# Dmytro Komarov
Dmytro Komarov, in ucraino Дмитро Комаров (Kiev, 1º dicembre 1968), è uno scacchista ucraino (sovietico fino al 1990).
È noto come Dimitri Komarov nei paesi occidentali.
Ottenne il titolo di Maestro Internazionale nel 1990 e di Grande Maestro nel 1994.

## Principali risultati
Nel 1983 vinse a Melitopol (ex aequo con Valery Neverov) il 52º Campionato ucraino.
Nel 1995 fu pari primo nel torneo di Belgrado. Nel 1998 vinse a Reggio Emilia  il 40º Torneo internazionale di Capodanno.
Partecipò a diverse Coppe europee per club: nel 1996 con il club ŠK Partizan Belgrade, nel 1998 e 1999 con il club CS Surya Montecatini. nel 2005 e 2010 con il club KSK 47 Eynatten.
È stato allenatore per diversi anni della nazionale di scacchi degli Emirati Arabi Uniti e dal 2016 è allenatore di Nihal Sarin.
Ottenne il suo massimo rating FIDE in gennaio 1997, con 2615 punti Elo.